# JWH-073
JWH-073 ist eine synthetische chemische Verbindung aus der Gruppe der Alkylindol-Derivate, die von John W. Huffman entwickelt wurde. Sie wirkt als Vollagonist am CB1 und mit etwa fünffach höherer Selektivität am CB2-Rezeptor. Sie zeigt unter anderem analgetische Eigenschaften.
Dieses Cannabinoid wurde als zugesetzter Wirkstoff in Produkten gefunden, die von den Herstellern als „Kräutermischungen“ etwa unter der Bezeichnung „Spice“ oder in ähnlichen Produkten vertrieben wurden. JWH-073 hat nach Auffassung des Sachverständigenausschusses für Betäubungsmittel in Deutschland eine stärkere Wirkung als THC.

## Rechtslage
- Deutschland:

Als Wirkstoff wurde JWH-073 ab dem 22. Januar 2010 in Deutschland durch Eintragung in die Anlage II des Betäubungsmittelgesetzes (BtMG) als ein verkehrsfähiges, aber nicht verschreibungsfähiges Betäubungsmittel eingestuft. Der Bundesgerichtshof hat am 14. Januar 2015 in einer Entscheidung die nicht geringe Menge von verschiedenen synthetischen Cannabinoiden geregelt. Der Grenzwert der nicht geringen Menge wurde bei den Cannabinoiden JWH-073 und CP 47,497 bei sechs Gramm festgesetzt.
- Schweiz:

JWH-073 wurde mit Inkrafttreten der revidierten Betäubungsmittelverordnung von Swissmedic per 1. Dezember 2010 dem Betäubungsmittelgesetz unterstellt und somit seit diesem Zeitpunkt illegal. Einfuhr, Besitz, Vertrieb etc. werden nach dem Betäubungsmittelgesetz geahndet.
- Schweden und Litauen:

JWH-073 wurde in Schweden und Litauen als Rauschmittel eingestuft.